# Vachoniochactas
Vachoniochactas es un género de escorpiones de la familia Chactidae.

## Característica
Los escorpiones de género Vachoniochactas se les reconoce por presentar surcos vestigiales en su caparazón estando más acentuado los posterotransversales  y el medioposterior; poseen dos ojos laterales grandes y tres posterodorsales de tamaño pequeño, en cuanto a las quelas el dedo es recorrido por una fila irregular de dentículos y flanqueada por otros de mayor tamaño, El peine no presenta fulcros y telson se le observan tubérculos subaculeares alineados.

## Distribución
Las especies de este género en su totalidad han sido descritas para el norte de Sur América.

## Lista de especies
Para el género Vachoniochactas se han descrito las siguientes especies:
- Vachoniochactas amazonicus González-Sponga, 1991[3]
- Vachoniochactas ashleeae Lourenço, 1994[7]
- Vachoniochactas humboldti Flórez, Botero-Trujillo & Acosta, 2008[4]
- Vachoniochactas lasallei González-Sponga, 1978[1][2][3]
- Vachoniochactas roraima Lourenço & Duhem, 2009[5]